# Légion navale croate
La Légion navale croate (croate : Hrvatska pomorska legija, allemand : Kroatische Marinelegion ) était un contingent de volontaires de l'État indépendant de Croatie qui a servi avec la marine du Troisième Reich, la Kriegsmarine, dans la mer Noire et la mer Adriatique pendant la Seconde Guerre mondiale .

## Formation
La légion a été formée en juillet 1941, à la suite de l'invasion allemande de l'Union soviétique le 22 juin. Elle était initialement composée d'environ 350 officiers et soldats  en uniforme allemand, mais cela a finalement augmenté jusqu'à 900/1.000. Son premier commandant fut Andro Vrkljan, qui fut nommé Fregattenkapitän (capitaine de frégate) dans la marine allemande. Vrkljan a été remplacé plus tard par le capitaine Stjepan Rumenović. Le but des Croates, en affectant un contingent naval dans la mer Noire, était d'échapper à l'interdiction d'une marine adriatique imposée par le traité de Rome(18 mai 1941) avec l'Italie. Cette interdiction limitait en fait la marine croate (RMNDH) à une flottille fluviale.

## Opérations
La Légion navale croate est arrivée à Varna en Bulgarie le 17 juillet 1941. Elle s'est entraînée pour les dragueurs de mines et les sous-marins. Le 30 septembre, elle a déménagé à Henitchesk en Ukraine, où elle a été activée en tant que 23e flottille de dragueur de mines (23. Minensuchflottille).
L'unité n'avait aucun navire à son arrivée dans la mer d'Azov. Elle a réussi à récupérer 47 bateaux de pêche endommagés ou abandonnés, principalement des voiliers, et à les équiper de marins locaux russes et ukrainiens, dont beaucoup étaient des déserteurs de la marine soviétique. Au cours de l'hiver 1941-1942, les légionnaires ont creusé des tranchées et combattu comme infanterie pour défendre la ville. Elle n'a pu embarqué seulement qu'en avril 1942. La Légion a, par la suite, acquis 12 chasseurs de sous-marins allemands et une batterie d'artillerie côtière.
La légion a patrouillé un secteur côtier de la mer d'Azov. Le 24 septembre 1942, le Poglavnik Ante Pavelić se rend au quartier général de la marine, où il parvient à un accord avec les autorités allemandes pour former et équiper une flottille de chasseurs sous-marins (Unterseebootsjagdflottille). À la fin de 1942, la légion est retournée en Croatie pour récupérer et dans la nouvelle année elle est revenue à Varna. En 1943, la légion s'est développée avec une seule batterie d'artillerie côtière.

## Fin

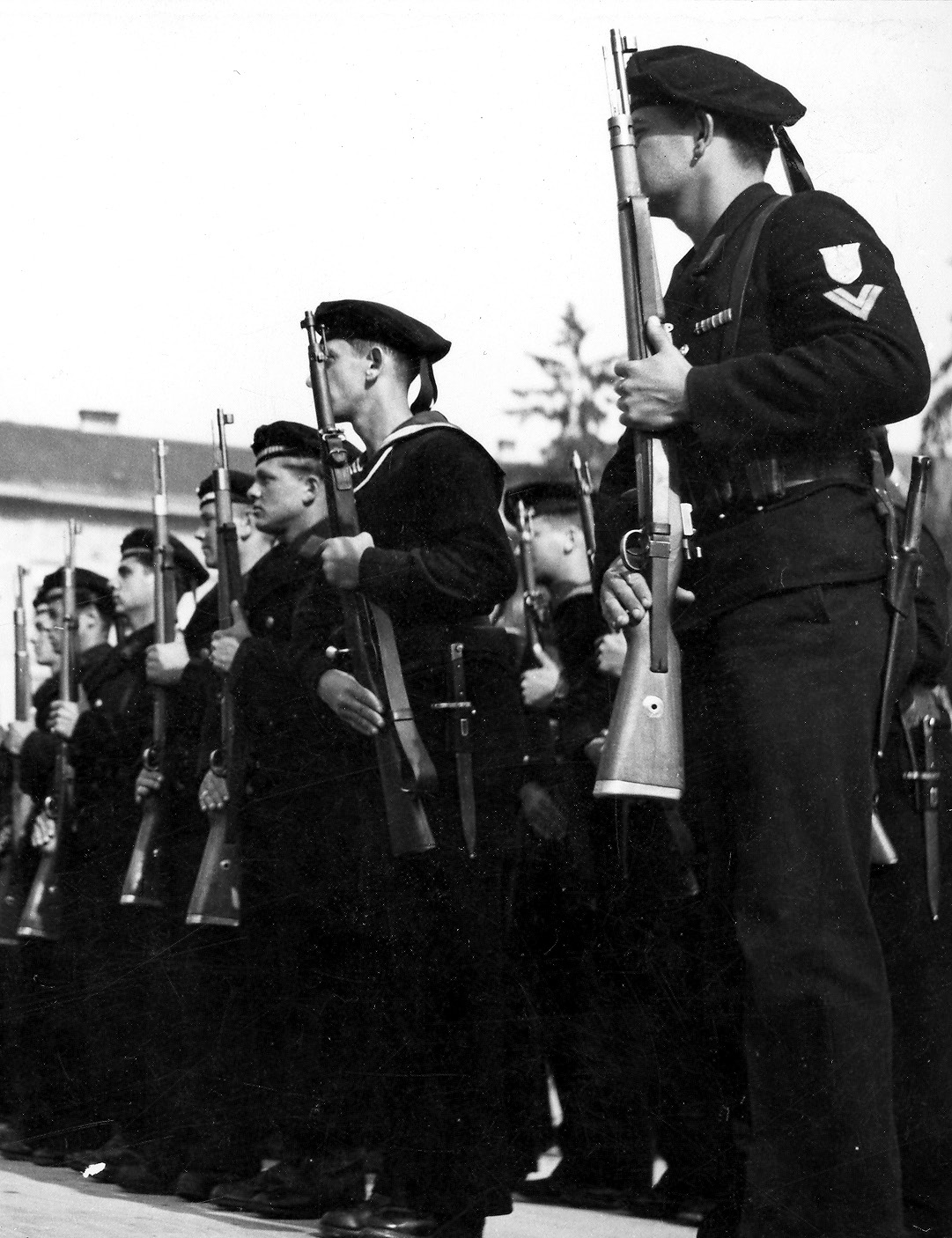
Détachement de la Légion navale croate en juillet 1944.

Avec la capitulation de l'Italie (Armistice de Cassibile) en septembre 1943, il n'y avait plus d'obstacle à une marine croate dans la mer Adriatique. La Légion navale croate est revenue à Zagreb le 21 mai 1944. Elle a ensuite été envoyée à Trieste, où elle a fonctionné comme flottille de Schnellboot sous la 11e Division de Sécurité (11. Division Sicherung). Elle a été dissoute en décembre 1944 pour éviter les désertions, et ses équipages ont rejoint la RMNDH.